# نادي ستبنهيل
نادي ستبنهيل هو نادي كرة قدم بريطاني أٌسس عام 1947.